# Yahgan
Yahgan (även kallad Yagán, Yaghan, Yámana, Yamana eller Tequenica) är ett ursprungsfolk i den sydligaste delen av Eldslandet, Sydamerika, vilket gör dem till världens sydligaste befolkning.
På 1800-talet var yahgan kända på engelska som eldsländare ("Fuegians") vilket även inkluderade andra ursprungsfolk i området; selk'nam (även ona), haush och kawésqar.
Traditionellt levde yahgan som jägar-samlare som levde som nomader och reste med dalcor (en typ av kanot) mellan öarna för att samla mat. Männen jagade havslevande djur som sjölejon och kvinnorna dök för att samla skaldjur.
Deras kultur och levnadsförhållanden hade många likheter med de västliga kawésqar och de mer nordliga chono. Trots dessa likheter är yahganspråket ett helt eget språk.

## Språk

De olika ursprungsfolken i Eldslandet.

Yahganspråket, även känt som yámana, anses vara ett isolatspråk. Cristina Calderón (1928–2022), som föddes på Navarinoön (Isla Navarino), Chile, var känd som den sista infödde yahgan som talade yahgan som sitt modersmål. Nu betraktas språket därför som utdött. De flesta yahgan talar numera spanska.

## Bakgrund till namnen yahgan, yamana och tequenica
Enligt Lucas Bridges, son till missionären Thomas Bridges som var grundaren av missionsstationen vid Ushuaia 1871, hade benämningen "yahgan" sitt ursprung i det längre "yahgashagalumoala" vilket betyder "människorna från bergskanalen". Yahgan själva använde ordet "yamana" vilket ursprungligen betyder "person" men senare betecknade det endast män.
Namnet tekenika (spanska: Tequenica) lär betyda "Jag förstår inte" på yahgan vilket är det svar främlingar fick när de frågade vem de hade träffat.

## Geografi och klimat i yahgans område
Eldslandets sydkust har jämförts med Island. Det är ett kargt, vindpinat, regnigt, kallt, dimmigt och bergigt område med en arkipelag bestående av hundratals öar, fjordar och kanaler. Den årliga nederbörden ligger på 3000 mm vilket kan jämföras med Sveriges regnigaste delar i sydväst som har ca 1000 - 1300 mm per år. Temperaturen överstiger sällan 10 grader. Anderna går hela vägen ner till Eldslandet och högsta toppen är 2500 m. ö.h. Snögränsen ligger på 700 meter och några glaciärer går nästan hela vägen ner till havet även om de har krympt drastiskt. Det finns idag skidanläggningar i området.

### Flora och Fauna
Fågellivet är rikt. Här finns skarvfåglar, måsfåglar, doppingar, albatrosser, magellanparakit, kungsfiskare, kungspingvin, ugglor och eldkronekolibri. De sälsorter som finns är sydamerikanskt sjölejon, sydamerikansk pälssäl, sjöleopard och sydlig sjöelefant. Också havsuttrar finns. Bland valar förekommer sydkapare, knölval, blåval och antarktisk vikval. I Beaglekanalen kan man se den inhemska delfinen och dvärgrätval. Det finns gott om skaldjur men däremot förhållandevis ont om fisk.
Bland de bär som växer här finns jättesmultron och bär från berberisläktet. Skogen räknas som regnskog och är väldigt tät och svårgenomtränglig och växer hela vägen ner till vattennivån.

## Yahgan innan den europeiska koloniseringen
Yahgan drevs till de sydligaste delarna av Sydamerika av angränsande folk längre norrut. Det är omdebatterat när detta hände men klart är att människor har levat i området i tusentals år. En betydande arkeologisk plats ligger vid Wulaia Bay på den västra sidan av Navarinoön, vilken har daterats till det som kallas mesolitisk tid. 
Yahgan var kända för att de var så väl anpassade till det kalla vädret. Andra folk som träffade dem förundrades över att de kunde gå omkring nakna och framför allt kvinnorna simmade och dök i det kalla vattnet på jakt efter skaldjur. De observerades ofta sova i det fria, helt oskyddade och utan kläder.

### Jakt och insamling
Traditionellt har yahgan försörjt sig som jägare och samlare. Den huvudsakliga uppdelningen var att kvinnor samlade skaldjur, bland annat genom att dyka efter dessa medan männen jagade säl, tumlare, delfiner, utter och fåglar. Yahgan använde en rad olika jakttekniker, harpun, klubbor, nät och fällor. De använde sig även av sina hundar i jakten och härmade fåglarnas läte för att locka till sig byten. När de hittade en hel fågelkoloni kunde de använda klubbor och facklor nattetid. 
Det förekom även valjakt med det var ett högst riskabelt företag. Det vanligare sättet att komma över val var strandsatta valar. Fisklivet är inte så rikt i dessa trakter och arkeologiska undersökningar visar att fiskben till stor del är frånvarande i fyndmaterialet. Inte heller landlevande djur utgjorde någon större del av deras bytesdjur och insamlandet av växter, frukt och bär var en liten del av deras kost.
För att inte riskera att beståndet av skaldjur skulle utfiskas var det en förutsättning att de mer eller mindre hela tiden förflyttade sig med hjälp av sina dalcor. I de fall kvinnorna behövde dyka efter skaldjur gjorde de det från dalcorna och använde korgar som de höll fast i munnen. Även barnen fick bidra till insamlandet så fort de var tillräckligt stora för detta. 
Kött och skaldjur tillagades i regel direkt över öppen eld. Det finns inga belägg för att de t.ex. hettade upp sten och lade i kokkärl vilket däremot chonos gjorde.

### Mytologi
Det finns klara likheter mellan yahgans och selk'nams mytologiska värld. Kolibrien var en central fågel som figurerar i skapelseberättelsen för hur Eldslandet en gång blev till.  Andra djur som finns med i de myter som dokumenterats är magellanräven och albatrossen. I en myt har sjölejonet en fru som är en människa.

### Social organisation
Det finns en tro hos både selk'nam- och yahgan att det var kvinnorna som styrde i forna tider. Yahgan menar att detta ändrades när männen lyckades revoltera. Det finns flera högtider och ceremonier förknippade med denna tro. Precis som andra traditionella jägarsamlarsamhällen levde yahgan oftast i små familjegrupper men vid några tillfällen, t.ex. när en val strandat, eller när man lyckats komma över en fågelkoloni, fanns det utrymme för flera grupper att sammanstråla och man kunde genomföra olika fromer av initiationsriter och ceremonier.
Yahgan har delats upp i undergrupper. Mateo Martinic hävdar att det under 1800-talet gick att urskilja fem grupper:
Wakimaala levde på båda stränderna av Beagle Channel från Yendegaia Bay till Puerto Róbalo och vid Murray Channel;
Utumaala levde främst i området från dagens Puerto Williams till Picton Island;
Inalumaala levde vid Beagle Channel från Punta Divide till Brecknock;
Ilalumaala levde på de sydvästra öarna, från Cook Bay till False Cape Horn;
Yeskumaala levde på öarna runt Kap Horn.

### Husdjur
Yahgan, precis som andra ursprungsfolk i området, hade hundar. Det är dock omdebatterat hur länge de haft hundar och vad det har varit för typ av hundar. Det talas om tre olika hundar; européerna kom med hundar, det fanns en eldslandshund (fuegian dog) och även en patagonhund (patagonian dog). En av dem anses ha sitt ursprung i magellanräven (culpeo) medan den andra anses ha följt med och spridits med människorna ända från invandringen från Nordamerika. Och det har funnits blandvarianter av dessa. 

## Kontakter med européer
Ferdinand Magellan kom till Eldslandet i början av 1500-talet. Därefter kom europeiska fartyg kontinuerligt till området. Först på 1800-talet blev européerna intresserade av att kolonisera området, dels för att anlägga fårfarmer men också för att hitta guld. En uppskattning är att yahganbefolkningen vid mitten av 1800-talet var ca 3 000 personer.
Ett av de mest omskrivna mötena mellan européer och yahgan är när fartyget HMS Beagle kom till Eldslandet i november 1828. Kapten var Robert FitzRoy. Beagles valbåt blev stulen av eldsländare. Under en månad försökte besättningen återfå båten men misslyckades. Då tog FitzRoy fyra yahgan som gisslan; York Minster, 26 år, flickan Fuegia Basket, 9 år, Boat Memory,  20 år och Jemmy Button, 14 år. Alla fyra fördes till England men Boat Memory dog på vägen i smittkoppor. De fick återvända med Beagles andra resa 1831 tillsammans med missionärer. Nu var även Charles Darwin med.
Europeiska sjukdomar som smittkoppor och mässling slog hårt mot yahgan och de andra ursprungsbefolkningarna. En beräkning säger att det fanns ca 3000 yahgan 1881 men bara två år senare var siffran 1000. Också européernas hårda jakt på havslevande däggdjur fick stora konsekvenser för yahgans traditionella jakt. Vid mitten av 1900-talet sades det att det tillsammans fanns ca 200 yahgan och kawésqar.

### Samlingar från yahgan i svenska museer
Det har funnits flera svenskar med på de expeditioner och långresor som nått Eldslandet under 1700- och framför allt 1800- och 1900-talet. Flera samlingar från dessa resor finns idag på svenska museer, bland annat Etnografiska museet i Stockholm, Världskulturmuseet i Göteborg Marinmuseum i Karlskrona och Sjöhistoriska museet i Stockholm. HMS Vanadis kom förbi Punta Arenas 1884 under sin världsomsegling och flera av deltagarna passade på att köpa in föremål som kommer från ursprungsbefolkningarna i området. Under den Svenska expeditionen till Magellansländerna 1895-1897 samlades föremål in som tillskrivits yahgan. William A:son Grebst (Willy Grebst) gjorde en resa till området i början av 1900-talet och förvärvade då yahganföremål. Genom olika byten har ytterligare yahganföremål hamnat i svenska museer.